# نيو جيرسي جنرالز
كان فريق نيوجيرسي جنرالز أحد فرق دوري كرة القدم الأمريكية (دوري كرة القدم الأمريكي) الذي تأسس عام 1982 ليبدأ اللعب في الربيع والصيف من عام 1983. لعب الفريق ثلاثة مواسم من عام 1983 إلى عام 1985، وفاز في 31 مباراة بالموسم العادي وخسر 25 بينما سجل 0-2 في منافسات ما بعد الموسم. أقيمت المباريات على أرض الفريق في ملعب جاينتس في إيست روثرفورد، نيو جيرسي، والذي كان يسمى ميدولاندز لمباريات الجنرالات.

## الزي الرسمي
كانت ألوان الفريق هي القرمزي والأبيض والأزرق الملكي والذهبي عباد الشمس. كان الشعار الأساسي عبارة عن إكليل ذهبي من خمس نجوم. كانت خوذات الفريق قرمزية صلبة مع شعار على كل جانب وقناع وجه أبيض. تميز الزي الرسمي للمنزل بقمصان حمراء بأرقام بيضاء مزينة باللون الأزرق الملكي، مع أرقام على الأكمام وبدون خطوط؛ كانت السراويل بيضاء مع شريط أحمر عريض واحد مزين باللون الأزرق على طول الجانبين من الورك إلى الركبة. كانت قمصان الطريق بيضاء بأرقام حمراء مزينة باللون الأزرق. كان الفريق هو الثاني في منطقة نيويورك الحضرية الذي يُعرف باسم "جنرالز"، حيث كان هناك فريق كرة قدم محترف في أواخر الستينيات يُعرف باسم نيويورك جنرالز.

## تاريخ

### 1983
منذ البداية، وضع ديفيد ديكسون، مؤسس اتحاد كرة القدم الأمريكية، أهمية كبيرة على إنشاء فريق في منطقة نيويورك. في البداية، كان من المقرر أن يكون دونالد ترامب مالكًا للفريق. ومع ذلك، فقد تراجع بعد أن دفع القسط الأولي من رسوم الامتياز، على أمل شراء فريق بالتيمور كولتس المتعثر في دوري كرة القدم الأميركية. وبما أنه كان في حاجة إلى مالك موثوق به لديه القدرة على قيادة فريق في أكبر سوق في البلاد، فقد أقنع ديكسون قطب النفط في أوكلاهوما جيه والتر دنكان بالتدخل. كان من المقرر في البداية أن يمتلك دنكان امتياز اتحاد كرة القدم الأمريكية في شيكاغو، لأنه نشأ في شيكاغو. ومع ذلك، وافق على الفور على الانتقال إلى نيويورك.
تولى دنكان مسؤولية المدرب السابق لفريق نيو إنجلاند باتريوتس تشاك فيربانكس كشريك أقلية؛ وكان دنكان يعرف فيربانكس منذ أيام عمله كمدرب رئيسي في جامعة أوكلاهوما. كما شغل فيربانكس منصب المدير العام والمدرب الرئيسي. في البداية، خاضوا معركة شاقة للحصول على عقد إيجار في ملعب جاينتس، لكنهم تمكنوا من الحصول عليه بشرط أن يطلقوا على فريقهم اسم "نيوجيرسي" وليس "نيويورك". أطلقوا على الفريق اسم "جنرالز" نسبة إلى العدد الكبير من الجنرالات المتمركزين في نيوجيرسي أثناء الحرب الثورية.
حقق الفريق نجاحًا كبيرًا من خلال التعاقد مع هيرشيل ووكر، الطالب في السنة الأخيرة من الجامعة والحائز على جائزة كأس هيزمان، وهو لاعب الجري من جامعة جورجيا. وفي حين اتبعت رابطة كرة القدم الأمريكية خطى رابطة كرة القدم الأميركية في منع الطلاب الصغار من اللعب، كان مسؤولو الدوري على يقين من أن هذه القاعدة لن تصمد أبداً أمام التحدي القضائي. وفي تطور أكثر خطورة، لم يوقع ووكر على عقد لاعب قياسي. وبدلاً من ذلك، وافق على عقد خدمات شخصية لمدة ثلاث سنوات مع دنكان. وقد بلغت قيمة العقد 4.2 مليون دولار، أي أكثر من ضعف سقف الرواتب في اتحاد كرة القدم الأميركي البالغ 1.8 مليون دولار. ومع ذلك، كان الملاك الآخرون يدركون أن وجود الفائز بجائزة هيزمان في صفوفهم من شأنه أن يمنح دوري كرة القدم الأمريكي مصداقية فورية، وسمحوا باستمرار العقد.
وعلى الرغم من التعاقد مع ووكر، الذي سارع لمسافة 1812 ياردة وسجل 17 هدفا، فقد أنهى الجنرالات موسمهم الافتتاحي برقم قياسي 6-12. وكان السبب في ذلك إلى حد كبير هو الدفاع الضعيف الذي استقبل ثالث أكبر عدد من النقاط في الدوري (437) وهجوم التمريرات الضعيف بقيادة لاعب نيو أورليانز ساينتس السابق بوبي سكوت.

### 1984
في عمر 66 عامًا، سئم دنكان سريعًا من الطيران لمسافة تصل إلى 1,500 ميل (2,400 كـم) من منزله في أوكلاهوما سيتي لمشاهدة فريقه يلعب. اعتقادًا منه أن الجنرالات كانوا مهمين للغاية بالنسبة لـ دوري كرة القدم الأمريكي لدرجة أنه لا يمكن أن يكون لديهم مالك غائب، قرر بيع الفريق إلى مشترٍ محلي. بعد موسم 1983، وجد ضالته في دونالد ترامب، الذي كان قد سعى في البداية للحصول على الامتياز في عام 1982 قبل أن يتراجع.
وأقال ترامب فيربانكس على الفور. في بحثه عن مدرب رفيع المستوى، حاول في البداية إغراء جو جيبس من فريق واشنطن ريدسكينز.  وعندما فشلت تلك المحادثات، لجأ إلى مدرب ميامي دولفينز الأسطوري دون شولا. عرض عليه ترامب عقدًا بقيمة 5 ملايين دولار. كانت شولا متقبلة، لكنها أصرت على الحصول على شقة مجانية في برج ترامب. في أكتوبر/تشرين الأول 1983، أعلن ترامب أن الصفقة أصبحت على وشك الانتهاء، ولكن العقبة الوحيدة كانت إصرار شولا على الحصول على شقة. قطع شولا المحادثات غاضبا. وبعد سنوات، قال لاري كسونكا، لاعب خط الوسط السابق في فريق دولفينز، والذي كان حينها مسؤولاً تنفيذياً في فريق جاكسونفيل بولز، إنه يعتقد أن شولا كان سيقبل الوظيفة، لكنه شعر بالغضب بسبب "طرده إلى الصحافة" من قبل ترامب. بعد أن رفضه جو باتيرنو من ولاية بنسلفانيا أيضًا، قام ترامب بتعيين المدرب السابق لفريق نيويورك جيتس والت مايكلز.
استجاب الجنرالات لأدائهم الضعيف في عام 1983 بتدفق المواهب المخضرمة في دوري كرة القدم الأميركي لعام 1984، بما في ذلك المتلقي الواسع توم ماكونهي، والظهير الدفاعي براين سيب، والظهير الدفاعي غاري باربارو، ولاعبي خط الوسط جيم ليكلير وبوبي ليوبولد. اندفع كل من ووكر والظهير موريس كارثون لأكثر من 1000 ياردة (ووكر 1339؛ وكارثون 1042) حيث فاز فريق الجنرالات 14-4، وهزم فريق فيلادلفيا ستارز البطل في النهاية مرتين، لتكون هذه الهزيمتان الوحيدتان للفريق في الموسم. هزم نجوم الدوري فريق الجنرالات بنتيجة 28-7 في مباراة فاصلة بالجولة الأولى.

#### جدول ونتائج 1984
| الأسبوع            | Date      | الخصم                                       | سِجِلّ                             | Record                          | TV                              | مكان                   | حضور   |      |
| ما قبل الموسم      |           |                                             |                                 |                                 |                                 |                        |        |      |
| ------------------ | --------- | ------------------------------------------- | ------------------------------- | ------------------------------- | ------------------------------- | ---------------------- | ------ | ---- |
| 1                  | تأهل      | تأهل                                        | تأهل                            | تأهل                            | تأهل                            | تأهل                   | تأهل   | تأهل |
| 2                  | تأهل      | تأهل                                        | تأهل                            | تأهل                            | تأهل                            | تأهل                   | تأهل   | تأهل |
| 3                  | 11 فبراير | مقابل فيلادلفيا ستارزنجوم فيلادلفيا         | فوز 28-20                       | 1–0                             |                                 | ديلاند، فلوريدا        |        |      |
| 4                  | 17 فبراير | مقابل واشنطن فيدرالويشونغتون فيدرال         | فوز 27-24                       | 2–0                             |                                 | أورلاندو، فلوريدا      | 3,784  |      |
| الموسم العادي      |           |                                             |                                 |                                 |                                 |                        |        |      |
| 1                  | 26 فبراير | في (برمنغهام ستاليونز)                      | فوز17-6                         | 1–0                             | إي إس بي إن                     | ساحة الديون            | 62,300 |      |
| -أجل               | 2 مارس    | في كرة القدم " جاكسونفيل " (جاكسونفيل بولز) | تأجيل، أعيد تعيينها في 4 مارس   | تأجيل، أعيد تعيينها في 4 مارس   | تأجيل، أعيد تعيينها في 4 مارس   | ملعب جيتور بول         |        |      |
| 2                  | 4 مارس    | في كرة القدم " جاكسونفيل " (جاكسونفيل بولز) | و 28-26                         | 2–0                             | إي إس بي إن                     | ملعب جيتور بول         | 73,227 |      |
| 3                  | 11 مارس   | نجوم فيلادلفيا                              | فوز 17-14                       | 3–0                             | إي إس بي إن                     | ملعب العمالقة          | 46,716 |      |
| 4                  | 18 مارس   | في شركة " هيوستن جوجلرز ""مقامرات هيوستن"   | (إسرائيل)                       | 3–1                             | إي إس بي إن                     | "هيوستن أسترودوم"      | 35,532 |      |
| 5                  | 25 مارس   | ويشونغتون فيدرال                            | فوز 43-6                        | 4–1                             |                                 | ملعب العمالقة          | 38,075 |      |
| 6                  | 31 مارس   | في "لوس أنجلوس إكسبرس"                      | فوز 26-10                       | 5–1                             | إي إس بي إن                     | كوليزيوم لوس أنجلوس    | 19,853 |      |
| 7                  | 8 أبريل   | سفن ممفيس                                   | فوز 35-10                       | 6–1                             |                                 | ملعب العمالقة          | 43,671 |      |
| 8                  | 15 أبريل  | أريزونا ونجلرز                              | (إل)                            | 6–2                             | إي إس بي إن                     | ملعب العمالقة          | 31,917 |      |
| 9                  | 22 أبريل  | في بيتسبرغ مولرز                            | فوز 14-10                       | 7–2                             | إي إس بي إن                     | ملعب ثلاث نهر          | 14,418 |      |
| 10                 | 29 أبريل  | "ميشيغان بانترز"                            | فوز 31-21                       | 8–2                             | إي إس بي إن                     | ملعب العمالقة          | 50,908 |      |
| 11                 | 6 مايو    | شرطيين في ولاية أوكلاهوما                   | فوز 49-17                       | 9–2                             | إي إس بي إن                     | ملعب العمالقة          | 34,917 |      |
| 12                 | 11 مايو   | في واشنطن فيدرالزويشونغتون فيدرال           | (إنجليزية)                      | 9–3                             |                                 | ملعب RFK               | 11,367 |      |
| 13                 | 21 مايو   | بيتسبرغ مولرز                               | فوز 16-14                       | 10–3                            | إيه إس بي إن                    | ملعب العمالقة          | 41,212 |      |
| 14                 | 28 مايو   | في " شيكاغو بليتز "                         | فوز 21-17                       | 11–3                            | إيه إس بي إن                    | ساحة الجنود            | 4,307  |      |
| 15                 | 3 يونيو   | في "مجموعة " (طامبا باي) بانديت             | (إل 14-40)                      | 11–4                            | إي إس بي إن                     | ملعب تامبا             | 45,255 |      |
| —                  | 8 يونيو   | "نيو أورليانز بريكرز"                       | تأجيل، أعيد تعيينها في 10 يونيو | تأجيل، أعيد تعيينها في 10 يونيو | تأجيل، أعيد تعيينها في 10 يونيو | ملعب العمالقة          |        |      |
| 16                 | 10 يونيو  | "نيو أورليانز بريكرز"                       | فوز 31-21                       | 12–4                            | إي إس بي إن                     | ملعب العمالقة          | 23,114 |      |
| 17                 | 16 يونيو  | دينفر الذهب                                 | فوز 27-7                        | 13–4                            |                                 | ملعب العمالقة          | 28,915 |      |
| 18                 | 24 يونيو  | في فيلادلفيا ستارزنجوم فيلادلفيا            | فوز 16-10                       | 14–4                            | إي إس بي إن                     | ملعب المحاربين القدامى | 37,758 |      |
| المباريات الفاصلة  |           |                                             |                                 |                                 |                                 |                        |        |      |
| التصفيات التقسيمية | 30 يونيو  | مقابل فيلادلفيا ستارزنجوم فيلادلفيا         | (إنجليزية)                      | 0–1                             | إي إس بي إن                     | فيلد فرانكلين          | 19,038 |      |

المصادر.

### 1985

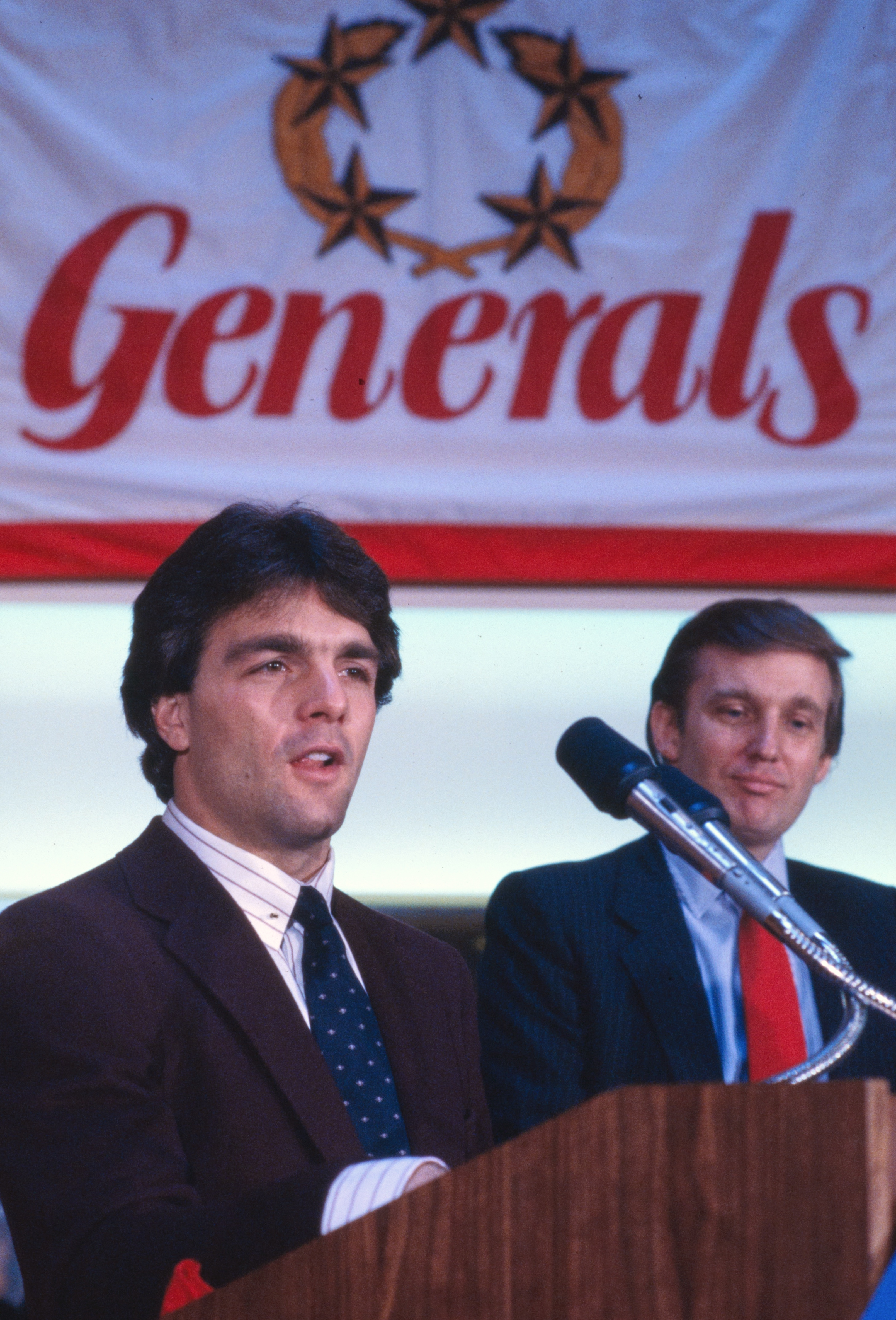
دوغ فلوتي ودونالد ترامب والمؤتمر الصحفي لفريق جنرالز لكرة القدم في برج ترامب، فبراير 1985

شهد موسم 1985 التوقيع المبشر مع لاعب الوسط الفائز بكأس هيزمان دوج فلوتي من كلية بوسطن. وعلى الرغم من قلة خبرة فلوتي، قام فريق جنرالز بتبادل سيبي مع فريق جاكسونفيل بولز لضمان بدء فلوتي. عانى فلوتي في بعض الأحيان ولكنه لعب بشكل جيد بشكل عام حتى تعرض لكسر في الترقوة ضد فريق ممفيس شو بوتس في المباراة الخامسة عشرة من الموسم، مما أبعده عن الملاعب لبقية الموسم. أنهى فريق جنرالز عام 1985 الموسم بفارق 11-7 خلف الرقم القياسي لكرة القدم الاحترافية لووكر البالغ 2411 ياردة، لكنه خسر مرة أخرى أمام ستارز (الذي انتقل إلى بالتيمور) في الجولة الأولى من التصفيات، 20-17.

#### جدول ونتائج 1985
| الأسبوع           | Date      | الخصم                                       | سِجِلّ            | Record | TV           | مكان                           | حضور   |
| ما قبل الموسم     |           |                                             |                |        |              |                                |        |
| ----------------- | --------- | ------------------------------------------- | -------------- | ------ | ------------ | ------------------------------ | ------ |
| 1                 | 2 فبراير  | مقابل ممفيس شو بواتسسفن ممفيس               | فوز 16-3       | 1–0    |              | شارلوت، كارولينا الشمالية      | 11,667 |
| 2                 | 9 فبراير  | في "مجموعة " (طامبا باي) بانديت             | (إنجليزية)     | 1–1    |              | ملعب تامبا                     | 32,370 |
| 3                 | 15 فبراير | في أورلاندو رينغادزأورلاندو المتخلّفين       | و 24-14        | 2–1    |              | كأس فلوريدا للكترات            | 33,000 |
| الموسم العادي     |           |                                             |                |        |              |                                |        |
| 1                 | 24 فبراير | في (برمنغهام ستاليونز)                      | (إنجليزية)     | 0–1    | إي إس بي إن  | ساحة الديون                    | 34,785 |
| 2                 | 1 مارس    | في أورلاندو رينغادزأورلاندو المتخلّفين       | فوز 28-10      | 1–1    | إيه إس بي إن | كأس فلوريدا للكترات            | 32,748 |
| 3                 | 10 مارس   | "لوس أنجلوس إكسبرس"                         | فوز 35-24      | 2–1    | إي إس بي إن  | ملعب العمالقة                  | 58,741 |
| 4                 | 17 مارس   | في "بالتيمور ستارز"نجوم بالتيمور            | (إنجليزية)     | 2–2    | إي إس بي إن  | "مستشفى بيرد"                  | 31,026 |
| 5                 | 24 مارس   | (طامبا باي)                                 | فوز 28-24      | 3–2    | إي إس بي إن  | ملعب العمالقة                  | 41,079 |
| 6                 | 30 مارس   | في " أريزونا أوتلايز ""الشرطيون في أريزونا" | (إنجليزية)     | 3–3    | إيه إس بي إن | ملعب الشيطان الشمسي            | 30,432 |
| 7                 | 7 أبريل   | "مقامرات هيوستن"                            | فوز 31-25      | 4–3    | إي إس بي إن  | ملعب العمالقة                  | 34,573 |
| 8                 | 14 أبريل  | " بورتلاند بريكرز "                         | فوز 34-7       | 5–3    | إي إس بي إن  | ملعب العمالقة                  | 38,245 |
| 9                 | 19 أبريل  | سفن ممفيس شو بواتس                          | فوز 21-18      | 6–3    | إيه إس بي إن | ملعب ليبرتي بول                | 44,339 |
| 10                | 29 أبريل  | أورلاندو المتخلّفين                          | فوز 24-7       | 7–3    | إيه إس بي إن | ملعب العمالقة                  | 38,084 |
| 11                | 5 مايو    | في كرة القدم " جاكسونفيل " (جاكسونفيل بولز) | L 20-30        | 7–4    | إي إس بي إن  | ملعب جيتور بول                 | 60,100 |
| 12                | 12 مايو   | نجوم بالتيمور                               | فوز 10-3       | 8–4    | إي إس بي إن  | ملعب العمالقة                  | 34,446 |
| 13                | 19 مايو   | في دينفر الذهب                              | (إنجليزية)     | 8–5    | إي إس بي إن  | مل هاي ستاديوم                 | 29,129 |
| 14                | 26 مايو   | في "مجموعة " (طامبا باي) بانديت             | فوز 30-24 (OT) | 9–5    | إي إس بي إن  | ملعب تامبا                     | 44,539 |
| 15                | 1 يونيو   | سفن ممفيس                                   | فوز17-7        | 10–5   | إيه إس بي إن | ملعب العمالقة                  | 45,682 |
| 16                | 10 يونيو  | (جاكسونفيل بولز)                            | فوز 31-24      | 11–5   | إيه إس بي إن | ملعب العمالقة                  | 36,465 |
| 17                | 15 يونيو  | في " أوكلاند غازي "الغزاة في أوكلاند        | (إنجليزية)     | 11–6   | إيه إس بي إن | كوليزيم مقاطعة أوكلاند-ألاميدا | 24,338 |
| 18                | 23 يونيو  | (برمنغهام ستاليونز)                         | (إنجليزية)     | 11–7   | إي إس بي إن  | ملعب العمالقة                  | 44,098 |
| المباريات الفاصلة |           |                                             |                |        |              |                                |        |
| ربع النهائي       | 1 يوليو   | نجوم بالتيمور                               | (ب)            | -أجل   |              | ملعب العمالقة                  | 26,982 |

المصادر

### 1986
منذ اللحظة التي اشترى فيها فريق الجنرالات، سعى ترامب إلى استخدامه كوسيلة للحصول على فريق في دوري كرة القدم الأميركية. ولتحقيق هذه الغاية، بدأ يدعو إلى نقل جدول دوري كرة القدم الأمريكي من الربيع إلى الخريف، وهو ما يقابل جدول الدوري الوطني لكرة القدم الأمريكية مباشرة. كانت خطط ترامب طويلة الأجل تتضمن نقل فريق الجنرالات عبر نهر هدسون إلى نيويورك، التي لم يكن لديها فريق يلعب داخل حدودها منذ انتقال فريق نيويورك جيتس من ملعب شيا في كوينز إلى ميدولاندز بعد موسم 1983. كان ينوي أن يلعب فريق نيويورك جنرالز الذي أعيدت تسميته في شيا حتى بنى "ملعب ترامب" الجديد الذي يتسع لـ 80 ألف مقعد في مانهاتن؛ لكن الملعب لم يكتمل أبدًا.
في عام 1984، أقنع ترامب معظم زملائه المالكين بالانتقال إلى جدول الخريف في عام 1986. هو وزعم أنه إذا تمكنت رابطة كرة القدم الأمريكية من الصمود أمام رابطة كرة القدم الأمريكية، فإنها ستجبر في نهاية المطاف على الاندماج مع الدوري الأكثر رسوخًا - حيث سيرى أصحاب أي فرق من رابطة كرة القدم الأمريكية المدرجة في الاندماج استثمارهم أكثر من الضعف.
استحوذ الجنرالات على أصول أحد الفرق التي تم إزاحتها بسبب التصويت للانتقال إلى الخريف، وهو فريق هيوستن جامبلرز، خلال فترة خارج الموسم الممتدة. تم الإبلاغ عن هذا على نطاق واسع باعتباره اندماجًا، حيث ورث الجنرالات جميع عقود لاعبي جامبلرز - بما في ذلك عقود لاعب الوسط جيم كيلي والمستقبل الواسع ريكي ساندرز. تم طرد مايكلز، وتم استبداله بالمدرب السابق لجامبلرز جاك باردي، الذي كان يخطط لجلب كيلي وهجوم الركض والتصويب القوي لجامبلرز معه. أطلق المشجعون على الفور على فريق الجنرالات بقيادة كيلي ووكر لقب "فريق الأحلام" في اتحاد كرة القدم الأمريكية.
ومع ذلك، فإن الجنرالات الذين تم تجديدهم لم يلعبوا أبدا. تم إلغاء موسم 1986 بعد أن فاز اتحاد كرة القدم الأميركي بتعويض رمزي قدره دولار واحد فقط في دعوى قضائية ضد اتحاد كرة القدم الأميركي (تم مضاعفة المبلغ إلى ثلاثة دولارات بسبب كونه دعوى قضائية ضد الاحتكار)؛ وانهار الاتحاد بعد ذلك بفترة وجيزة.
واصل العديد من لاعبي الجنرالات، بما في ذلك فلوتي، ووكر، واللاعب الوسط كينت هال، مسيرتهم المهنية الإنتاجية في دوري كرة القدم الأميركي. كما تألق فلوتي في الدوري الكندي لكرة القدم ؛ حيث لعب هال (مع لاعب الوسط جامبلر كيلي) في أربع مباريات سوبر بول مع بافالو بيلز، وكان فلوتي هو لاعب الوسط الأخير الذي قاد بافالو بيلز إلى تصفيات الدوري الوطني لكرة القدم الأمريكية حتى موسم 2017.

## قادة الموسم الواحد
- ياردات الاندفاع: 2,411 هيرشيل ووكر (1985؛ رقم قياسي في اتحاد كرة القدم الأمريكية)
- ياردات الاستقبال: 715 سام باورز (1983)
- ياردات التمرير: 2,540 برايان سيب (1984)
- الأكياس: 13 جيمس لوكيت (1985)